# Альбанелла
Альбанелла (итал. Albanella) — город в Италии, расположен в регионе Кампания, подчинён административному центру Салерно.
Покровителями города почитаются святая София, празднование 15 мая, и святой апостол Матфей, празднование 21 сентября.

## История
Основан в XI веке беженцами из Пестума. Так как они стремились спастись от набегов сарацин, то самое старое поселение расположено с той стороны холма, которая меньше всего видна тем, кто вторгается со стороны моря.